# Maricruz Olivier
María de la Cruz Olivier Obergh (Tehuacán, Puebla, 19 de septiembre de 1934-Ciudad de México, 10 de octubre de 1984), conocida como Maricruz Olivier, fue una actriz mexicana. Es conocida por interpretar al personaje de Teresa, en la telenovela y película homónimas de 1959 y 1961 respectivamente, y a la subdirectora escolar Lucía, en la cinta Hasta el viento tiene miedo de 1968.
Como histrionisa, sobresalió por su versatilidad para personificar papeles como villana, o como mujer abnegada, sin tener ninguna dificultad.
Entre sus trabajos más destacados se encuentra su participación en películas como ¡Pura vida! (1956), Quinceañera (1960), Despedida de soltera (1966), Las amiguitas de los ricos (1967), El deseo en otoño (1972), y Tres mujeres en la hoguera (1979).

## Biografía y carrera

### Primeros años
María de la Cruz Olivier Obergh nació el 19 de septiembre de 1934 en Tehuacán, Puebla, siendo hija del francés Jesús Olivier Miranda, y de la estadounidense Mercedes Obergh de Olivier. Sus padres le pusieron el nombre bautismal de María de la Cruz Genara Obergh. Al crecer, se mudó a Ciudad de México para asistir a la universidad y estudiar la carrera de literatura en la Facultad de Filosofía y Letras de la UNAM, y además, se adentró a estudiar actuación durante dos años en la «Academia Andrés Soler».

### Incursión actoral
Después de graduarse como actriz, en 1953 debutó actoralmente en la película Esos de Pénjamo.
En 1959, fue coprotagonista de la película Angelitos del trapecio. En 1962, protagonizó la cinta dramática revolucionaria, Sol en llamas. En televisión, destacó por su participación en telenovelas como Teresa (1959), Dos caras tiene el destino (1960), La tormenta (1967), No creo en los hombres (1969), La sonrisa del diablo (1970), y Viviana (1978). 
Su última intervención como actriz fue en 1982, actuando en la producción En busca del paraíso.

## Vida personal
Aunque nunca fue abiertamente confirmado por Olivier debido a su reservado estilo de vida, se afirma que era lesbiana y que llegó a mantener una relación amorosa de larga duración con la actriz Beatriz Sheridan. Aunado a lo anterior, en el programa de televisión La Historia detrás del mito, se comentó que la artista fue arrestada durante una razia que se hizo en una fiesta de lesbianas, y que una fotografía de ella siendo aprehendida por la policía había sido adquirida por una política mexicana que era su amiga, con la finalidad de evitar que fuera publicada en los periódicos de la época.

## Muerte
El 10 de octubre de 1984, Olivier falleció en Ciudad de México a los 50 años de edad, a causa de un paro cardiorrespiratorio no traumático y un adenocarcinoma de páncreas. Su cuerpo fue cremado en el Panteón de las Lomas, localizado en Naucalpan de Juárez, Estado de México, y sus cenizas fueron sepultadas en un nicho dentro de la parcela de la Asociación Nacional de Actores (ANDA) del Panteón Jardín, ubicado en la misma ciudad en que murió. Cabe destacar que su acta de defunción menciona erróneamente que tenía 42 años.

## Filmografía

### Cine

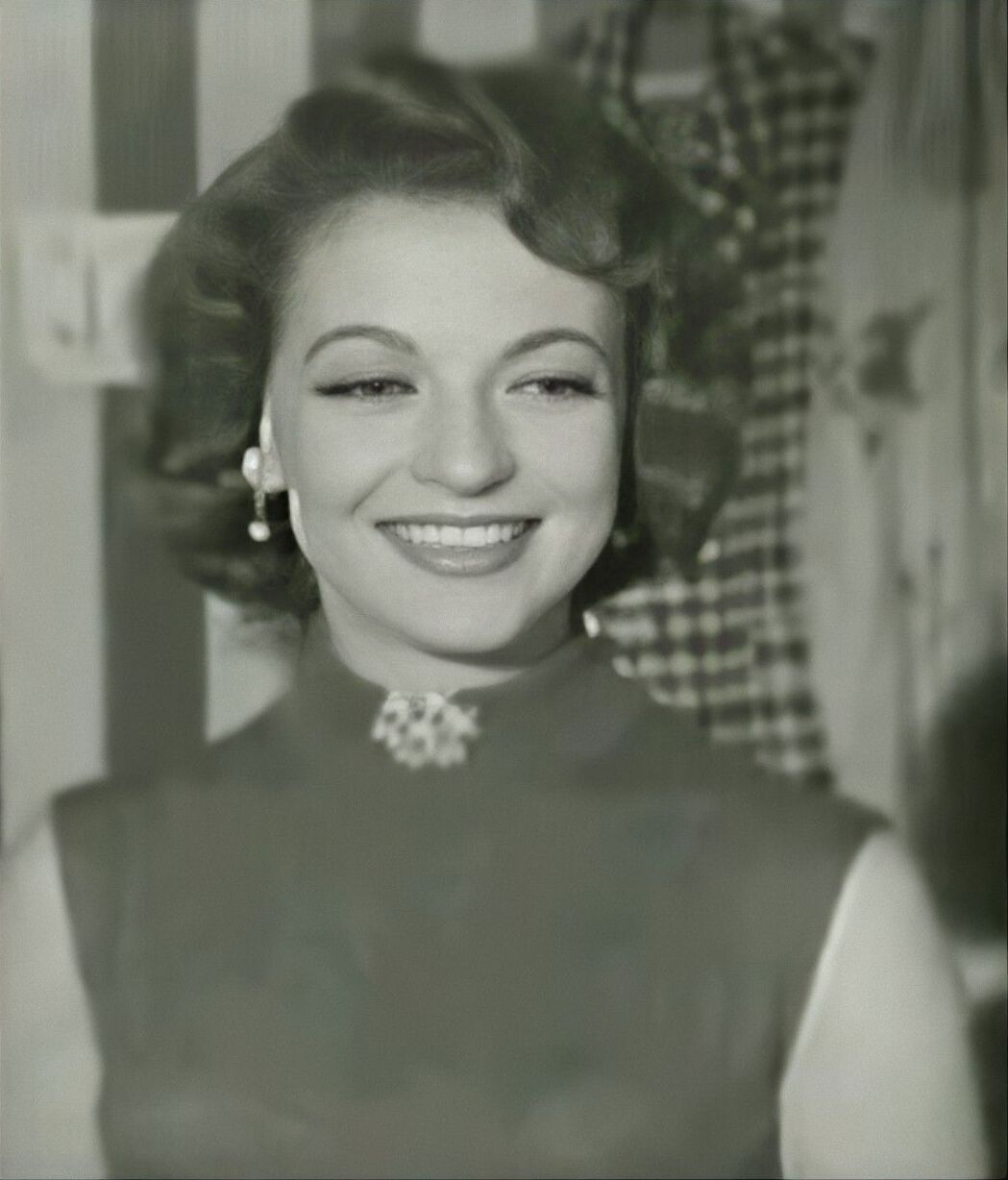
En Angelitos del trapecio (1959).

| Año  | Título                              | Papel                 | Notas                                    |
| ---- | ----------------------------------- | --------------------- | ---------------------------------------- |
| 1953 | Esos de Pénjamo                     | Martha Jiménez        | Acreditada como María de la Cruz Olivier |
| 1953 | La extraña pasajera                 | Carmela               | Acreditada como María de la Cruz         |
| 1954 | Orquídeas para mi esposa            | Marta                 |                                          |
| 1954 | El gran autor                       | Aurora Dávila         |                                          |
| 1954 | Si volvieras a mí                   | Eva                   |                                          |
| 1955 | El asesino X                        | María Encinas         |                                          |
| 1956 | Pura vida                           | Esperanza             | Acreditada como Mary Cruz Olivier        |
| 1957 | Cada hijo una cruz                  | Amalia                |                                          |
| 1957 | Esposa te doy                       | Amelia Illesca        |                                          |
| 1958 | Los mujeriegos                      | Rosario               |                                          |
| 1958 | Tres desgraciados con suerte        | Personaje desconocido |                                          |
| 1959 | Angelitos del trapecio              | Tina                  |                                          |
| 1959 | El joven del carrito                | Laura                 |                                          |
| 1960 | La sombra en defensa de la juventud | Personaje desconocido |                                          |
| 1960 | Quinceañera                         | María Antonia         |                                          |
| 1961 | Los laureles                        | Luisa                 |                                          |
| 1961 | Teresa                              | Teresa Martínez       |                                          |
| 1961 | Chicas casaderas                    | Marcela               |                                          |
| 1962 | Sol en llamas                       | Isabel                |                                          |
| 1964 | Historia de un canalla              | Mujer acusada         | No acreditada                            |
| 1964 | Los novios de mis hijas             | Lupe                  |                                          |
| 1964 | He matado a un hombre               | Carmen                |                                          |
| 1966 | Despedida de soltera                | Teresa                |                                          |
| 1966 | La vida de Pedro Infante            | María Luis, la esposa |                                          |
| 1966 | El derecho de nacer                 | Isabel Cristina       |                                          |
| 1967 | La muerte es puntual                | Alicia                |                                          |
| 1967 | ¡Adiós cuñado!                      | Personaje desconocido |                                          |
| 1967 | Un dorado de Pancho Villa           | Amalia Espinosa       |                                          |
| 1967 | Cómo pescar marido                  | Gloria                |                                          |
| 1967 | Las amiguitas de los ricos          | Lía                   |                                          |
| 1968 | Hasta el viento tiene miedo         | Lucía                 |                                          |
| 1968 | Las pecadoras                       | Betty                 |                                          |
| 1969 | El caballo Bayo                     | Isabel                |                                          |
| 1970 | Estafa de amor                      | Mariana               |                                          |
| 1970 | Crónica de un cobarde               | Personaje desconocido |                                          |
| 1970 | Ha entrado una mujer                | Elena                 |                                          |
| 1970 | Tres noches de locura               | Luisa                 | Segmento «Luisa»                         |
| 1970 | Claudia y el deseo                  | Claudia               |                                          |
| 1970 | Matrimonio y sexo                   | Personaje desconocido |                                          |
| 1970 | El oficio más antiguo del mundo     | Libertad              |                                          |
| 1971 | Trampa para una niña                | Personaje desconocido |                                          |
| 1972 | El deseo en otoño                   | Elena                 |                                          |
| 1974 | Pobre niño rico                     | Susana                |                                          |
| 1979 | Tres mujeres en la hoguera          | Gloria                |                                          |
| 1984 | La niña de los hoyitos              | Susana Zaldívar       |                                          |

### Televisión
| Año     | Título                     | Papel                              |
| ------- | -------------------------- | ---------------------------------- |
| 1959    | Teresa                     | Teresa                             |
| 1960    | Dos caras tiene el destino | Marga / Rita                       |
| 1962    | Prisionera                 | Personaje desconocido              |
| 1962    | Borrasca                   | Ana Luisa                          |
| 1963    | Traicionera                | Raquel                             |
| 1963    | Eugenia                    | Eugenia                            |
| 1964    | Juan José                  | Personaje desconocido              |
| 1964    | El dolor de vivir          | Personaje desconocido              |
| 1965    | La sembradora              | Mercedes                           |
| 1965    | Las abuelas                | Personaje desconocido              |
| 1967    | La tormenta                | Lorenza «Lore» Paredes             |
| 1968    | Estafa de amor             | Mariana                            |
| 1969    | No creo en los hombres     | María Victoria                     |
| 1970    | La sonrisa del diablo      | Deborah San Román / Deborah        |
| 1972    | Las gemelas                | Paula Beltrán / Amelia Beltrán     |
| 1973–74 | Los que ayudan a Dios      | Julia del Valle                    |
| 1975–76 | Barata de primavera        | Marcela Grey                       |
| 1978    | Donde termina el camino    | Margarita                          |
| 1978–79 | Viviana                    | Gloria / Gloria Márquez (Cristina) |
| 1982–83 | En busca del paraíso       | Patricia                           |

### Teatro
| Año  | Título                                     | Papel          |
| ---- | ------------------------------------------ | -------------- |
| 1952 | Los Fernández de Peralvillo                | Raquel         |
| 1952 | Fiesta trágica                             | Lucila         |
| 1953 | No es cordero, que es cordera              | Olivia         |
| 1954 | Cuando los hijos de Eva no son los de Adán | Beatriz        |
| 1954 | Gigi                                       | Gigi           |
| 1954 | La cena de los reyes                       | Silvia         |
| 1956 | El amor tiene su aquel                     | Andrea         |
| 1956 | La Muralla                                 | Amalia         |
| 1957 | El mundo de cristal                        | Tullidita      |
| 1958 | Dime con quién andas                       | Ann            |
| 1959 | La cena de los tres reyes                  | Silvia         |
| 1959 | Jano es una muchacha                       | Jano / Tapatío |
| 1961 | Santa Juana                                | Juana de Arco  |
| 1962 | Un sombrero lleno de lluvia                | Celia          |
| 1963 | El amor tiene su aquel                     | Andrea         |
| 1966 | La señorita Julia                          | Julia          |
| 1980 | El luto embellece a Electra                | Lavinia        |